# مؤسسه تحقیقات سرطان
مؤسسه تحقیقات سرطان (به انگلیسی: Institute of Cancer Research) یک بنیاد پژوهشی دولتی و یکی از مؤسسات عضو دانشگاه لندن در لندن، بریتانیا است که متمرکز در زمینهٔ سرطان‌شناسی است. در سال ۱۹۰۹ به عنوان بخش تحقیقاتی بیمارستان سلطنتی ماردن تأسیس شد و در سال ۲۰۰۳ به دانشگاه لندن پیوست. موسسه تحقیقات سرطان اکتشافات موفقیت‌آمیزی داشته‌است؛ از جمله اینکه علت اصلی سرطان آسیب به دی‌ان‌ای است.